# Match Group
Match Group是IAC旗下的一家总部位于美国达拉斯的在线约会服务公司，公司成立于2009年2月12日，它拥有并经营着全球幾乎所有的大型在线约会服务，包括Tinder、Match.com、Meetic、OkCupid、Hinge、PlentyOfFish、Ship和OurTime等共计超过45家在线约会服务。2015年11月19日，Match Group在納斯達克上市。 